# 都府楼前駅

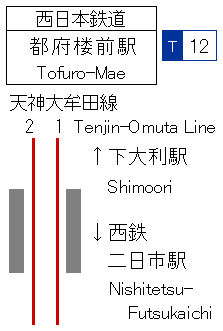
配線図

都府楼前駅（とふろうまええき）は、福岡県太宰府市通古賀三丁目にある西日本鉄道（西鉄）天神大牟田線の駅である。副駅名は「令和の里」。駅番号はT12。

## 歴史
- 1924年（大正13年）4月12日：駅開業。
- 1960年（昭和35年）：駅舎改築。
- 1990年（平成2年）頃：駅舎改築。入り口を東西に分けた新駅舎完成、同時に構内踏切廃止。
- 2008年（平成20年）5月18日：ICカードnimoca供用開始。
- 2017年（平成29年）2月1日：駅ナンバリングを導入[3]。
- 2019年（令和元年）10月22日：副駅名「令和の里」を導入[2]。
- 2024年（令和6年）
  - 9月10日[要出典]：クレジットカードなどのタッチ決済実証実験を開始[4]。
  - 10月1日：駅集中管理システムの試験運用開始[5]。
- 2025年（令和7年）4月1日：駅集中管理システムの本格的な運用を開始（予定）[6]。

## 駅構造

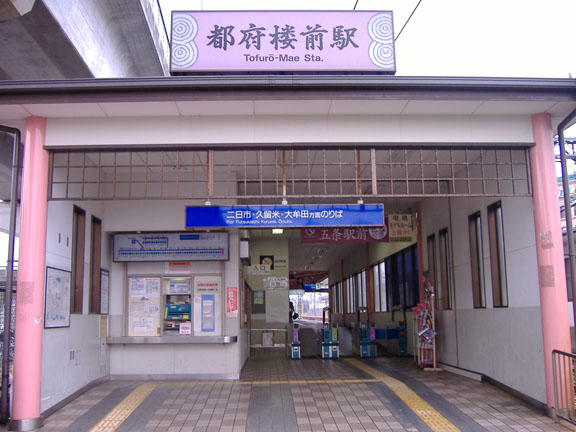
大牟田方面駅舎

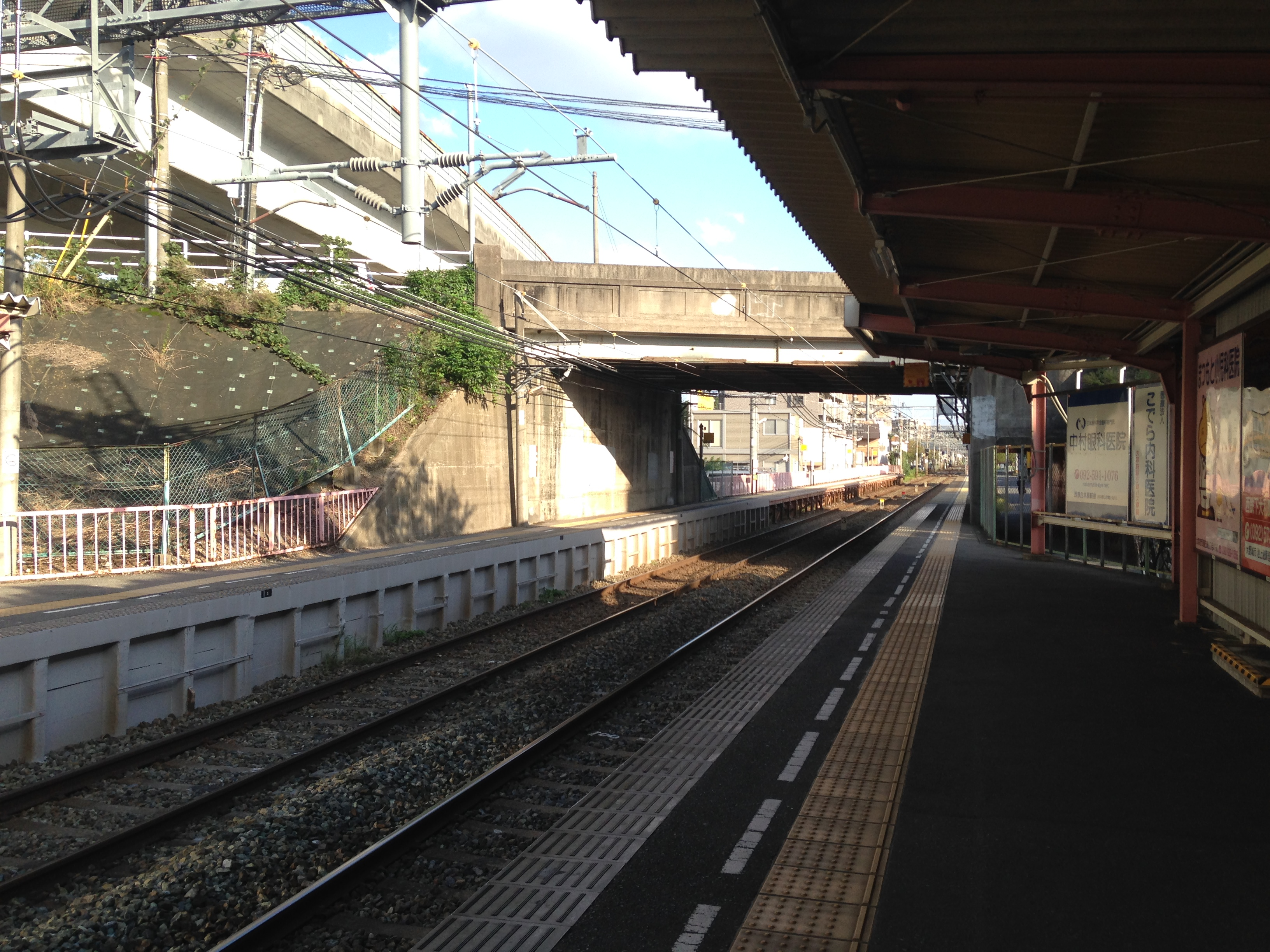
ホーム（2016年10月）

相対式ホーム2面2線を持つ地上駅である。有人駅で、自動改札機・自動券売機が設けられている。
駅舎と改札口は大牟田方面と福岡方面で別々になっている。改札内では、大牟田方面と福岡方面のプラットホームが繋がっていないので、改札口を通る前に目的地を確かめる必要がある。
ホーム有効長は8両分ある。
| のりば | 路線          | 方向 | 行先                       |
| ------ | ------------- | ---- | -------------------------- |
| 1      | ●天神大牟田線 | 下り | 久留米・大牟田・太宰府方面 |
| 2      | ●天神大牟田線 | 上り | 福岡（天神）方面           |

## 利用状況
2024年度の1日平均乗降人員は7,322人である。
各年度の1日平均乗車および乗降人員は下表のとおり。
| 年度               | 1日平均 乗車人員 | 1日平均 乗降人員 |
| ------------------ | ---------------- | ---------------- |
| 1996年（平成07年） | 3,707            | 7,367            |
| 1997年（平成08年） | 3,715            | 7,364            |
| 1998年（平成09年） | 3,641            | 7,184            |
| 1999年（平成10年） | 3,563            | 7,022            |
| 2000年（平成11年） | 3,501            | 6,893            |
| 2001年（平成12年） | 3,359            | 6,633            |
| 2002年（平成13年） | 3,323            | 6,490            |
| 2003年（平成14年） | 3,284            | 6,443            |
| 2004年（平成15年） | 3,159            | 6,252            |
| 2005年（平成16年） | 3,118            | 6,230            |
| 2006年（平成17年） | 3,142            | 6,318            |
| 2007年（平成18年） | 3,082            | 6,191            |
| 2008年（平成19年） | 3,055            | 6,167            |
| 2009年（平成20年） | 3,049            | 6,137            |
| 2010年（平成21年） | 3,055            | 6,156            |
| 2011年（平成22年） | 3,104            | 6,262            |
| 2012年（平成23年） | 3,134            | 6,295            |
| 2013年（平成24年） | 3,219            | 6,444            |
| 2014年（平成25年） | 3,162            | 6,376            |
| 2015年（平成26年） | 3,227            | 6,541            |
| 2016年（平成27年） | 3,301            | 6,635            |
| 2017年（平成28年） | 3,403            | 6,847            |
| 2018年（平成29年） | 3,455            | 6,944            |
| 2019年（平成30年） | 3,549            | 7,163            |
| 2020年（令和02年） |                  | 5,685            |
| 2021年（令和03年） |                  | 5,935            |
| 2022年（令和04年） |                  | 6,451            |
| 2023年（令和05年） |                  | 6,966            |
| 2024年（令和06年） |                  | 7,322            |

## 駅周辺
久留米・大牟田方面（下り線）駅舎の目の前を国道3号（地上部分）が天神大牟田線と並行しており、駅舎南側で県道112号がホームを跨ぎ越している。それをさらに国道3号（関屋高架橋）が二重高架で跨ぎ越している。
当駅からは太宰府市コミュニティバス「まほろば号」が運行されており、距離に関係なく100円で乗車できる。
JR都府楼南駅は当駅から800m程離れている。まほろば号の路線もあるが、本数は2時間に1本と、かなり少ない。
駅周辺地区は住宅地が多く、幹線道路沿いにロードサイド型の店舗や事業所が多数立地している。駅名の由来となっている都府楼（大宰府政庁跡）は、当駅から700m程（徒歩で約8分）である。また、副駅名の「令和の里」は元号『令和』ゆかりの地である坂本八幡宮最寄り駅であることから命名され、即位礼正殿の儀が行われた2019年10月22日に設定された。
- 太宰府市立水城小学校 - 北へ約300m
- 太宰府市立学業院中学校 - 北東へ約400m。
- 筑陽学園中学校・高等学校 - 東へ約900m。
- 水城郵便局 - 北へ約300m
- 水城病院 - 駅前
- 筑紫野太宰府消防組合太宰府消防署 - 北へ約200m
- 日本通運福岡研究所
- JR都府楼南駅 - 南へ約800m。
- フリーマーケットACB（アシベ）太宰府店 - 北へ約400m。

### 名所・旧跡

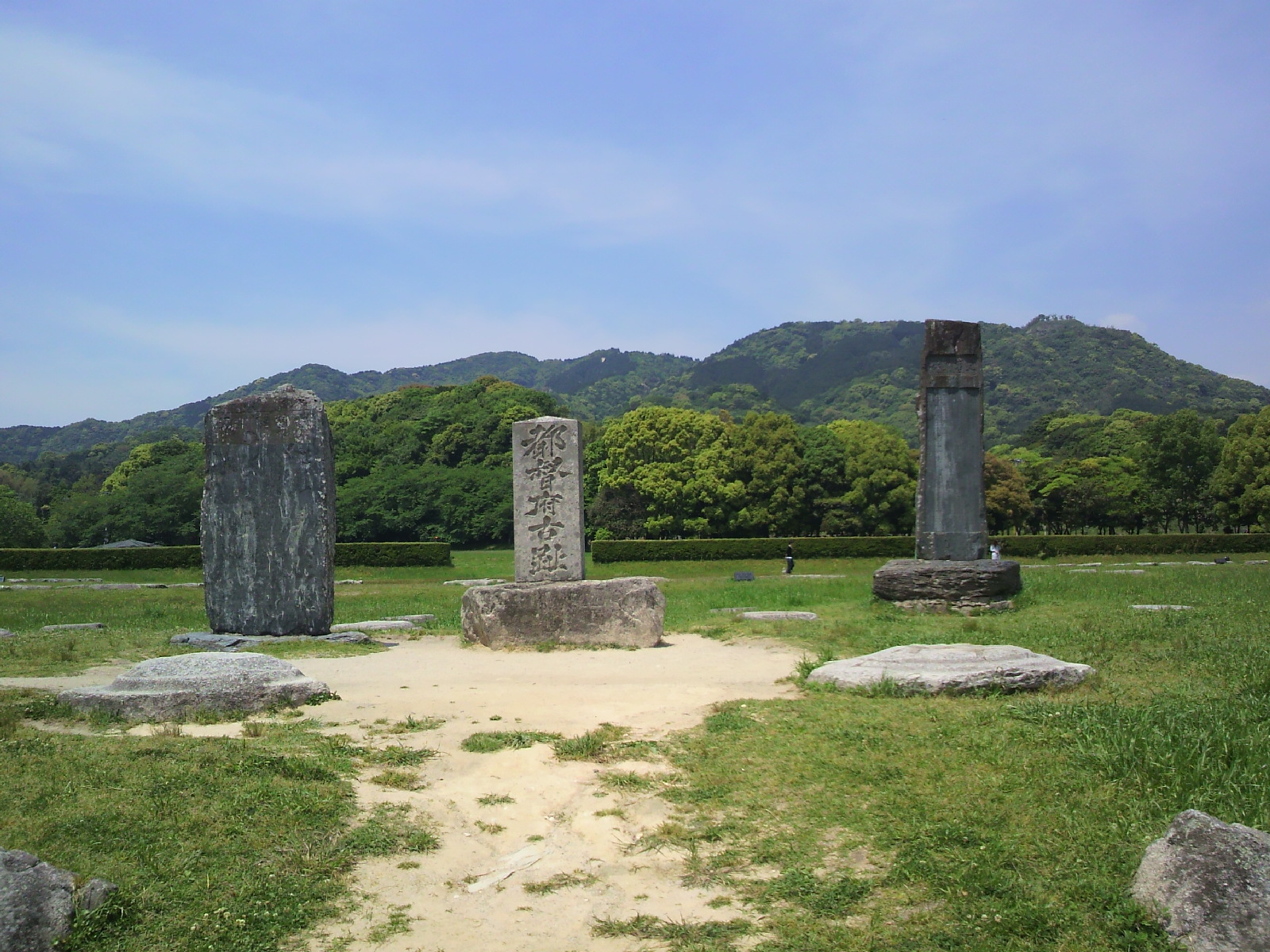
駅近くにある正殿跡(都府楼跡石碑)

- 大宰府政庁跡 - 東北東へ約700m。　まほろば号■5：北谷回り、□無番：内山行き『大宰府政庁跡』下車。
- 学校院跡（参照『大宰府学校院跡』） - 大宰府政庁跡から東へ約100m。
- 観世音寺 - 学校院跡から東へ約100m。　まほろば号■5：北谷回り、□無番：内山行き『観世音寺』下車。
- 戒壇院 - 観世音寺に隣接。
- 筑前国分寺跡 - 北へ約1km。　まほろば号■4：国分回り『筑前国分寺』下車。
- 坂本八幡宮 - 元号令和の典拠になった万葉集の「梅花の歌」が詠まれた地とされる。徒歩9分。

### バス路線
西鉄バス（路線は2013年3月16日現在）
久留米・大牟田方面（下り線）駅舎側の国道3号線に発着。
■ 400　博多駅 - 呉服町 - 水城 - 都府楼前駅 - 筑陽学園前 - 筑紫野市（市中心部は通らない） - 筑前町 - 朝倉市（甘木営業所）
太宰府市コミュニティバス「まほろば号」（路線は2013年3月16日現在） 
福岡（天神）方面（上り線）駅舎側のロータリーに発着。
■1：大佐野回り　都府楼前駅→大佐野→吉松→都府楼前駅
■2：吉松回り　都府楼前駅→吉松→大佐野→都府楼前駅
■3：水城回り　都府楼前駅→水城→国分→都府楼前駅
■4：国分回り　都府楼前駅→国分→水城→都府楼前駅
■5：北谷回り　都府楼前駅→関屋→太宰府市役所→西鉄五条駅→太宰府駅→北谷
■6：都府楼回り　都府楼前駅→都府楼団地→JR都府楼南駅
□無番：内山行き　都府楼前駅→関屋→太宰府市役所→太宰府駅→内山（竈門神社前・宝満山登山口）（朝夕ラッシュ時のみ運行）
□無番：内山行き　都府楼前駅→関屋→太宰府市役所→いきいき情報センター→五条駅→太宰府駅→内山（竈門神社前・宝満山登山口）
□無番：内山行き　都府楼前駅→通古賀→太宰府市役所→いきいき情報センター→西鉄五条駅→太宰府駅→内山（竈門神社前・宝満山登山口）

## 隣の駅
西日本鉄道
■天神大牟田線
■特急・■急行
通過
■普通
下大利駅（T11） - 都府楼前駅（T12） - 西鉄二日市駅（T13）